# Matija Mesić
Matija Mesić, hrvaški pedagog in zgodovinar, * 19. februar 1826, Brod na Savi, † 5. december 1878, Zagreb.
Mesić je bil rektor Univerze v Zagrebu v študijskem letu 1874/75 in profesor hrvaške zgodovine na Filozofski fakulteti.